# Fællesregeringen (Slesvig og Holsten)
 Ikke at forveksle med Fællesregeringen (1848-1849).
Fællesregeringen er navnet på en overordnet instans i hertugdømmerne Slesvig (≈ Sønderjylland) og Holsten under landsdelingerne.
Fra 1490 til 1523 og igen fra 1544 til 1779 blev Slesvig og Holsten opdelt i flere herskabsområder og der regerede to eller flere hertuger ved siden af hinanden. Ud over den kongelige del opstod der den gottorpske, den sønderborgske og den fællesregerede del (i godsdistrikerne). Først i 1779 lykkedes det igen for den danske konge at være den eneste regerende hertug i hertugdømmerne. Mens hver hertug var ansvarlig for den lokale administration i sin herskabsområde, blev overordnede beslutninger, som gjaldt hertugdømmerne som helhed, truffet af hertugerne i samvirke i en fællesregering.  
Efter at den slesvigske overret afløstes i 1834 blev der igen nedsat en fælles regering for begge hertugdømmer.